# Mellita longifissa
Mellita longifissa é uma espécie de ouriços-do-mar da ordem Clypeasteroida, conhecido pelos nomes comuns de bolacha-de-praia ou bolacha-de-mar.

## Descrição
São ouriços-do-mar de corpo aplanado, disciforme, o que lhes mereceu o nome comum de bolachas, com uma dimensão semelhante a uma grande moeda. A morfologia geral do corpo é arredondada, com um endosqueleto, a testa, perfurado, com cinco aberturas, as lúnulas, de forma de fissuras alongadas, o que deu origem ao epíteto específico longifissa.
Ambas as faces do animal são cobertas por espinhos (os radíolos) curtos e finos, formando um atapetamento veludoso móvel, o que possibilita a progressão do animal através da areia ou da vasa.
A boca ocupa a posição central da face inferior, por isso designada por face oral, com a lanterna de Aristóteles (o aparelho masticatório) modificada e assumindo a forma de um moinho de areia aplainado.
O ânus está disposto no extremo da face oral, directamente alinhado com a posição da boca, no extremo interno da lúnula anal, muito próximo do disco apical.
Tomando como referência a linha ântero-posterior que liga a boca ao ânus, estes ouriços-do-mar são mais largos do que longos, medindo até 7,5 cm de comprimento. O sistema apical conta 7-8 placas calcificadas (contra 5-6 mas outras espécies do mesmo género). A lúnula anal é muito longa (chegando aos 43% do comprimento da testa).
A espécie Mellita longifissa tem distribuição natural no leste do Pacífico, com destaque paras as costas norte-americanas do México ao Panamá e nas ilhas Galápagos. São ouriços-do-mar escavadores, que vivem enterrados na areia ou na vasa, filtrando o sedimento para retirar as partículas orgânicas de que se alimentam.